# Бенджамін Гуггель
Бе́нджамін Гу́ггель (нім. Benjamin Huggel, нар. 7 липня 1977, Дорнак) — швейцарський футболіст, півзахисник.

## Клубна кар'єра
У дорослому футболі дебютував у 1998 році виступами за команду клубу «Базель», в якій провів сім сезонів, взявши участь у 152 матчах чемпіонату. Більшість часу, проведеного у складі «Базеля», був основним гравцем команди. За цей час тричі виборював титул чемпіона Швейцарії.
Протягом 2005–2007 років захищав кольори команди клубу «Айнтрахт».
До складу клубу «Базель» повернувся 2007 року. Відіграв за команду з Базеля ще 144 матчі в національному чемпіонаті, після чого 2012 року вирішив завершити професійну кар'єру. За цей час додав до переліку своїх трофеїв ще два титули чемпіона Швейцарії, ставав володарем Кубка Швейцарії (також двічі).

## Виступи за збірну
У 2003 році дебютував в офіційних матчах у складі національної збірної Швейцарії. Провів у формі головної команди країни 41 матч, забивши 2 голи.
У складі збірної був учасником чемпіонату Європи 2004 року у Португалії, чемпіонату Європи 2008 року в Австрії та Швейцарії, чемпіонату світу 2010 року у ПАР.

## Титули і досягнення
- Чемпіон Швейцарії (7):

«Базель»: 2001-02, 2003-04, 2004-05, 2007-08, 2009-10, 2010-11, 2011-12
- Володар Кубка Швейцарії (5):

«Базель»: 2001-02, 2002-03, 2007-08, 2009-10, 2011-12